# Potštejn
Potštejn (německy Pottenstein) je obec v okrese Rychnov nad Kněžnou v Královéhradeckém kraji.  Nachází se přibližně zhruba 4,5 kilometru jihovýchodně od města Vamberka a deset kilometrů jihovýchodně od Rychnova nad Kněžnou. Obec leží v údolí řeky Divoká Orlice pod vrchem, na kterém se nachází stejnojmenný hrad Potštejn. Na druhé straně údolí je v lese zachována zřícenina hradu Velešov. Nadmořská výška protékající řeky je 310 metrů nad mořem, proti tomu vrchol s hradem dosahuje do nadmořské výšky 443 metrů.
První písemná zmínka o obci pochází z poloviny 14. století. Sídlo vznikající v podhradí získalo svůj název od již dříve existujícího hradu. Od konce 19. století až do roku 1924 byl pro obec užíván název Potštýn nad Orlicí. V tomtéž období byl Potštejn vyhledávaným letoviskem. Žije zde 991 obyvatel. Počet obyvatel má vzestupnou tendenci, v roce 2001 žilo v obci trvale 904 obyvatel a na konci roku 2011 920 obyvatel.
Vyjma hradu nad obcí se v jejím středu nachází zámek, kostel svatého Vavřince i bývalé říční lázně. V katastru obce se nachází také přírodní rezervace Modlivý důl, která chrání původní smíšený les nad údolím řeky.
Potštejnem prochází od severu k jihu silnice I/14. Na východním okraji Potštejna stojí stejnojmenná železniční stanice, kterou prochází neelektrifikovaná železniční trať číslo 021 z Týniště nad Orlicí do Letohradu kategorie C3. V období platnosti jízdního řádu 2019/2020 zastavoval ve stanici vyjma osobních a spěšných vlaků i jeden pár přímých rychlíků Hradečan z Prahy do Letohradu a zpět.
V roce 2020 v obci fungoval pivovar, několik ubytovacích i stravovacích zařízení, prodejna smíšeného zboží nabízející rovněž poštovní služby, zdravotní středisko i základní a mateřská škola. V obci se dále nachází i evangelický kostel, dětský domov či sběrný dvůr. Nedaleko proti proudu řeky Divoké Orlice se nalézá tábořiště Vochtánka.

## Poloha a přírodní poměry
Obec se rozkládá na obou březích Divoké Orlice na úpatí vrchu Kapraď (529 m n. m.) a hradního kopce. Sousedí s katastry obcí Záměl, Vamberk-Merklovice, Litice nad Orlicí, Sopotnice, Polom, Proruby, Velká Lhota, Chleny a Doudleby nad Orlicí. Z geologického hlediska leží v tzv. potštejnské antiklinále, jejíž jádro tvoří tmavý granodiorit, těžený ve stěnovém etážovém lomu Černá skála ve východní části katastru obce. Mezi hradním kopcem a Kapradí se koryto řeky Divoké Orlice zahlubuje až do krystalických hornin skalního podkladu. Prudké svahy, které řeka vytváří, jsou pokryty rozsáhlými souvislými smíšenými a listnatými porosty, původní dřevinná skladba lesů Středního Poorličí je dochována v rezervaci Modlivý důl.

## Historie
Jméno získala obec podle stejnojmenného hradu, nazvaného podle svého zakladatele Půty z rodu Drslaviců: Půtův kámen, Puttenstein, zkomoleně Potštejn. Hrad byl založen na sklonku 13. století, nejstarší zmínka o podhradí pochází z 50. let 14. století.
Jedním z nejznámějších majitelů hradu byl Mikuláš z Potštejna, v obecném povědomí známý jako loupeživý rytíř. Patřil k nejhouževnatějším odpůrcům Lucemburků v Čechách. Z tohoto důvodu moravský markrabě Karel v roce 1339 hrad oblehl a po devítitýdenním obléhání jej dobyl. Mikuláš přitom našel v sutinách hradu smrt. Hrad byl záměrně pobořen, ale již mezi lety 1355–1358 jej Karel IV. nechal opět vystavět. Ve druhé polovině 15. století vlastnil hrad i panství Potštejn český král Jiří z Poděbrad a jeho synové. Panství však bylo často zastavováno, mezi jinými také bývalému husitskému hejtmanovi Bedřichovi ze Strážnice, který zde zemřel.
V roce 1497 získal celé rozlehlé potštejnské panství Vilém II. z Pernštejna. Na počátku 16. století byl hrad přestavěn a přeměněn v reprezentativní šlechtické sídlo. V roce 1556 však byli donuceni Pernštejnové vzhledem k tíživé ekonomické situaci potštejnské panství prodat, jeho novým majitelem se stal rýnský falckrabě Arnošt. Ten po dvou letech rozlehlé panství rozdělil na několik částí a postupně odprodal různým šlechtickým rodům. Samotný Potštejn v roce 1558 koupil Václav Hrzán z Harasova a na Jenšteině. Hrzánové z Harasova vlastnili panství Potštejn, které kromě hradu, městečka Potštejna a města Kostelec nad Orlicí tvořilo dalších 18 vesnic nebo jejích částí, do roku 1629, kdy jej jako silně zadlužené odkoupil Kašpar z Grambu.

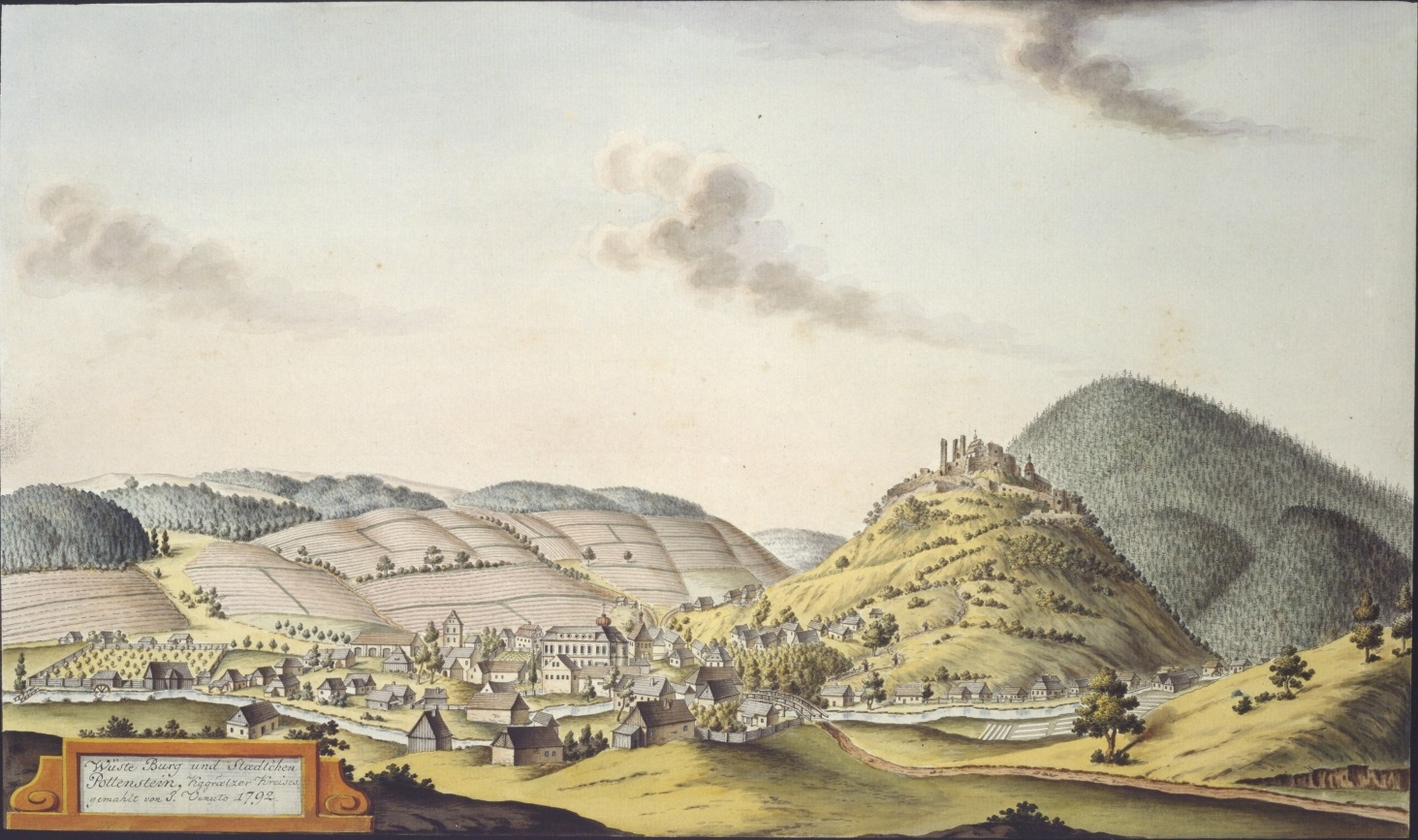
Hrad a městys Potštejn, kresba Johanna Venuta z roku 1792

V době 17. století přestal hrad sloužit jako sídlo vrchnosti a pustl. V roce 1746 získal potštejnské panství, zmenšené již v době třicetileté války o město Kostelec nad Orlicí a několik dalších vsí, slezský emigrant Jan Ludvík Harbuval Chamaré. Za něho se městečko Potštejn dočkalo nového rozkvětu. Byla zde zřízena tkalcovna, bělírna plátna a manufaktura na zpracovávání hedvábí. Mezi lety 1749–1755 byl v obci vystavěn zámek čtvercového půdorysu, který se později stal majetkem Dobřenských z Dobřenic.
V druhé polovině 19. století došlo k dalšímu rozvoji obce, který urychlilo zřízení železničního spojení prostřednictvím Severozápadní dráhy v roce 1873. Poslední čtvrtstoletí jsou již ve znamení intenzivního veřejného a spolkového života a také proměny obce v populární letovisko. V roce 1881 zde byl zřízen Okrašlovací spolek, který z vlastních prostředků na cestě od mostu k jezu vysázel lipové stromořadí. Dnes tato promenáda patří vedle hradu k hlavním dominantám Potštejna. Nastávající kosmopolitní charakter dříve spíše nenápadné obce podtrhlo také zřízení prvního sboru obnovené Jednoty bratrské v roce 1870 a příchod jejího prvního duchovního správce z hornolužického Ochranova. V následujících letech odtud vyvíjel intenzivní misijní činnost v celém Podorlicku a na podporu chudších obyvatel zorganizoval v Potštejně domácí výrobu knoflíků pro firmu Wees & Weiss v nizozemském Zeistu.

## Letovisko

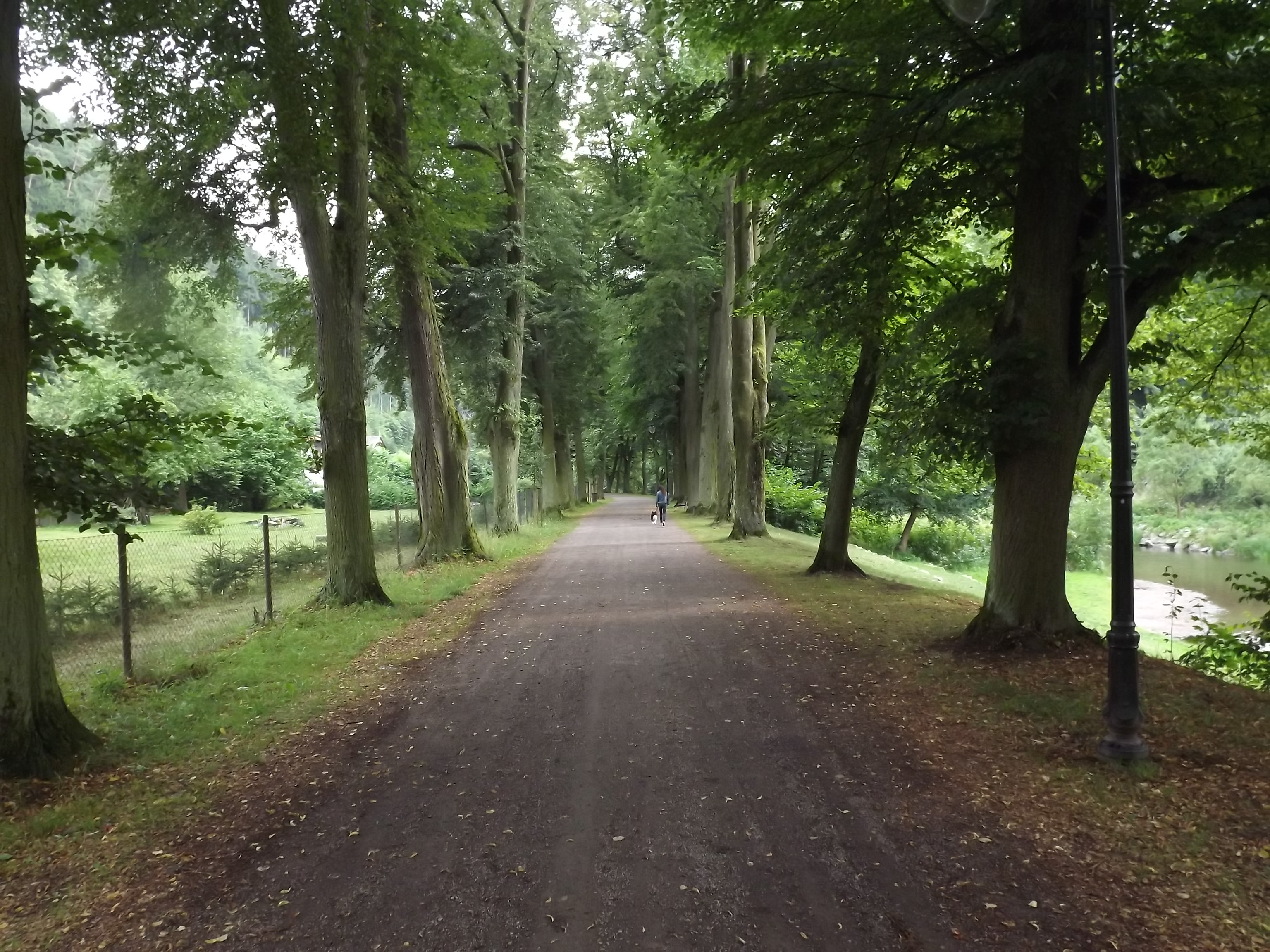
Promenáda Pod lipami

Na konci 19. století se stal Potštejn oblíbeným letoviskem, v němž trávila letní měsíce řada osobností společenského života. Byli mezi nimi vědci, spisovatelé, hudebníci i politici. Popularitě místa napomohla jeho poloha, příhodné klimatické poměry a dobré dopravní spojení. Hlavním propagátorem Potštejna se stal Jan Urban Jarník, dlouholetý předseda zdejšího Okrašlovacího spolku, který vydatně podporoval i rostoucí zájem o Potštejn. Zřídil zde říční lázně s čítárnou a kulečníkem, dva tenisové kurty, krytý kuželník a na promenádě „Pod lipami“ vystavěl jubilejní pavilon. Od roku 1887 spolek pravidelně uveřejňoval seznam letních hostů, kterým se snažil prostředkovat ubytování v soukromých bytech. Řada osobností si zde do konce století vystavěla vily, které doposud výrazně ovlivňují vzhled některých částí obce. Kulturní program hostům zajišťovaly pravidelné koncerty a divadelní představení. Z dlouhé řady jmen potštejnských hostů lze zmínit Tomáše Garrigua Masaryka, pedagoga a filozofa Gustava Adolfa Lindnera, historiky Josefa Kalouska, Václava V. Tomka, Antonína Rezka, Josefa Emlera a Karla Tieftrunka a estetika Otakara Hostinského. Do Potštejna nacházeli cestu i profesoři vídeňské a varšavské univerzity. Letovisko si oblíbili také spisovatelé Josef Václav Sládek a Jaroslav Vrchlický, hudební skladatel Karel Bendl a malíři Karel a Adolf Liebscherové. V období první republiky zájem o Potštejn sice oslábl, ale obec si nadále zachovávala charakter letoviska.

## Současnost

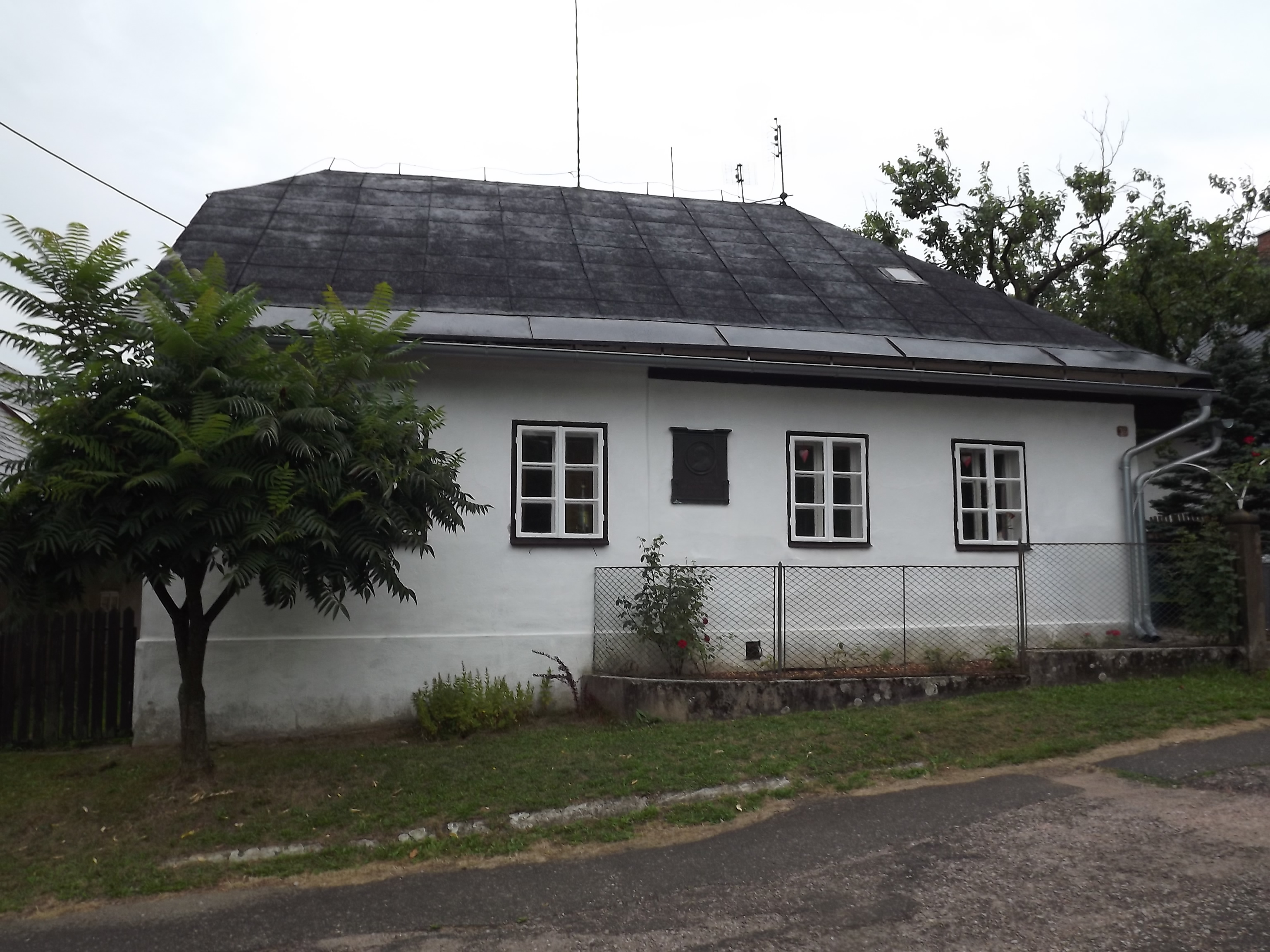
Dům prof. Jana Urbana Jarníka

Současný vzhled části obce stále ovlivňuje jeho někdejší význam letoviska. Vedle dochovaných vil z konce 19. století lze spatřit i stavby roubených domů lidového charakteru. V době nedávné se dočkala úprav a zpřístupnění také některá zákoutí, spojená s pobyty letních hostů, např. skalní stěna Bendlovka v západním svahu hradního kopce, oblíbené místo skladatele Karla Bendla. V obci se zejména v posledních letech čile rozvíjí spolkový život. V roce 2009 byla obnovena Ochotnicko-čtenářská beseda Orlice, v září 2010 byl založen Okrašlovací spolek v Potštejně, který svými aktivitami navazuje na činnost svého předchůdce z let 1882–1950. V roce 2013 se v prostorách hradu konal první ročník festivalu Divadelní Potštejn.
V obci nechybí základní občanská vybavenost (pošta, zdravotnické zařízení, škola), od roku 2007 vzrůstá počet stálých obyvatel. Výrobu lokálního charakteru zastupuje několik firem. Na konci roku 2013 začala rekonstrukce někdejšího vrchnostenského pivovaru, který od léta 2014 opět slouží svému původnímu účelu. Díky své poloze, přírodním krásám blízkého okolí a dochovaným kulturním památkám obec nadále těží z turistického ruchu, zejména v letním období.
V Potštejně a jeho bezprostředním okolí jsou tři okruhy naučných stezek:
- Žlutá trasa stoupá z obce kolem místa bývalé lanovky hraběte Harbuvala-Chamaré na hrad Velešov, dále pokračuje na vrcholovou partii Kapradě s panoramatickým výhledem do kraje Podorlicka a východního Hradecka a po strmém klesání Modlivým dolem se podle koryta řeky Divoké Orlice navrací zpět do Potštejna.
- Červená trasa vede nejstarší částí obce na hradní kopec a její zastavení jsou zaměřena na historii hradu a jeho středověký fortifikační systém.
- Nejkratší zelená trasa, tzv. lesácká stezka, vychází z parkoviště nad serpentinou u Záměle a vede na bývalý hrad Velešov. Některá její zastavení jsou věnována lokální přírodě.

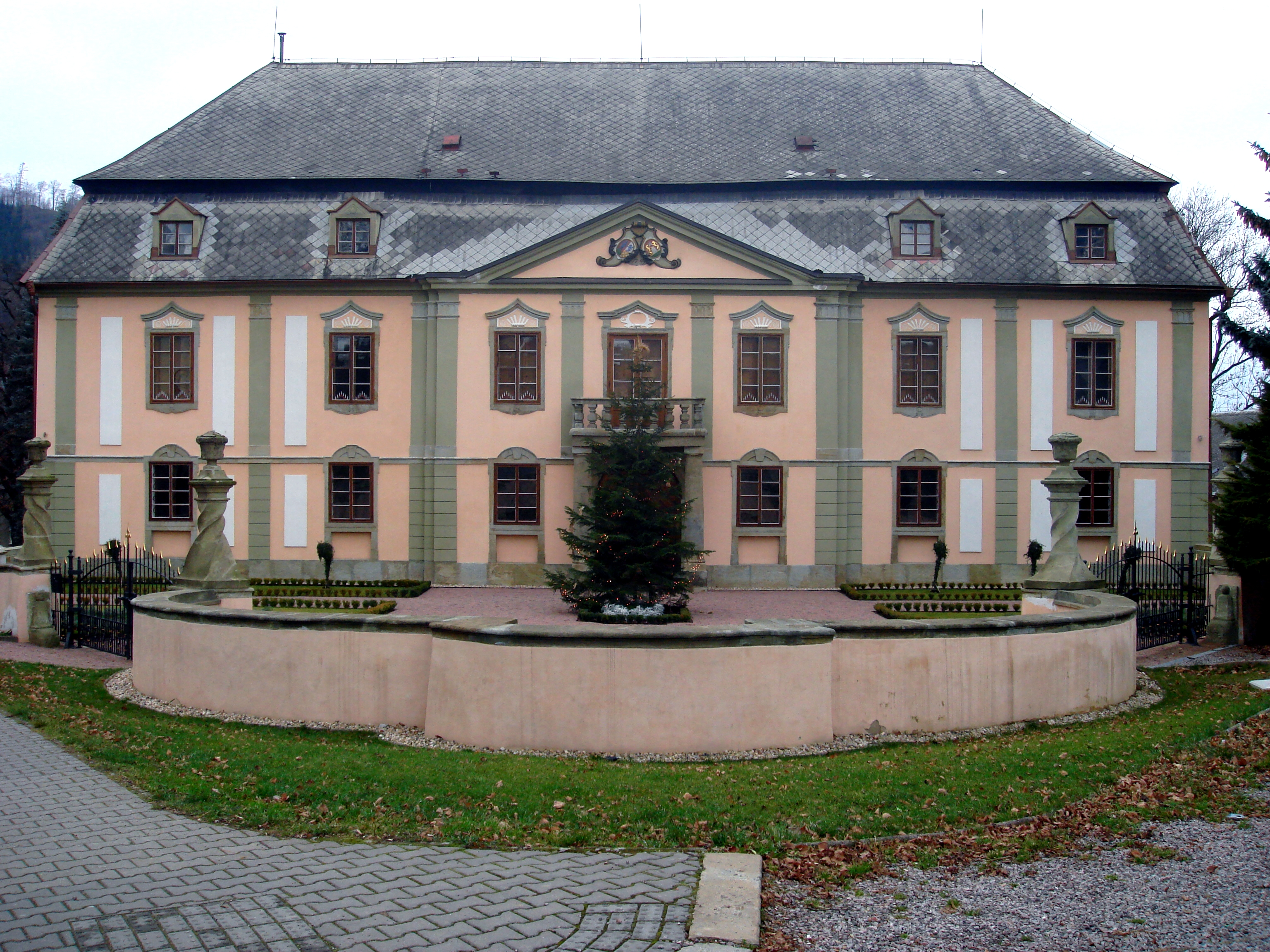
Zámek

Se vzdálenějšími turistickými lokalitami spojují Potštejn čtyři trasy:
- Červená dálková turistická cesta J. S. Gutha-Jarkovského západním směrem s rozhlednou ve Vrbici a městem Kostelec nad Orlicí, východním směrem s hrady Litice nad Orlicí a Žampach; a městy Letohrad a Ústí nad Orlicí.
- Červená trasa, začínající na turistickém rozcestí před zámkem a vedoucí po zalesněném kopci Chlum, s turistickou chatou Na vyhlídce u Vamberka a dřevěným krytým mostem u Pekla nad Zdobnicí. Trasa dále pokračuje přes Jahodov a Javornici k turistické chatě Kovárna u Rampuše.
- Žlutá trasa spojuje Potštejn západním směrem se zámkem v Doudlebech nad Orlicí, východním směrem přes Kapraď, Sopotnici a Českou Rybnou a navazující modrou trasou v místě Popluží s městem Žamberk.
- Zelená trasa, začínající u stanice Českých drah a vedoucí okrajem Modlivého dolu, s barokním loveckým zámečkem v Hájku a Brandýsem nad Orlicí.

## Obyvatelstvo
| Rok            | 1869  | 1880  | 1890  | 1900 | 1910 | 1921 | 1930  | 1950  | 1961  | 1970  | 1980  | 1991 | 2001 | 2011 | 2021 |
| -------------- | ----- | ----- | ----- | ---- | ---- | ---- | ----- | ----- | ----- | ----- | ----- | ---- | ---- | ---- | ---- |
| Počet obyvatel | 1 041 | 1 084 | 1 052 | 989  | 970  | 916  | 1 012 | 1 029 | 1 107 | 1 097 | 1 041 | 991  | 904  | 896  | 974  |
| Počet domů     | 166   | 169   | 172   | 182  | 184  | 201  | 250   | 283   | 263   | 273   | 291   | 355  | 354  | 369  | 398  |

## Obecní správa

### Místní části
- Potštejn
- Brná

### Obecní symboly
Znak byl obci udělen rozhodnutím předsedy Poslanecké sněmovny Parlamentu České republiky dne 1. února 1994 a vlajka byla obci udělena rozhodnutím předsedy PSP ČR dne 18. června 2003.

## Doprava
Potštejnem prochází železniční trať Týniště nad Orlicí – Letohrad se stanicí Potštejn (zastavují zde všechny vlaky).
Potštejn protíná silnice I/14 z Vamberka do Ústí nad Orlicí. Na území obce se dále nachází několik silnic III. třídy:
- III/01425 spojující silnici I/14 s železniční stanicí Potštejn
- III/01426 spojující Potštejn (silnici I/14) s Brnou
- III/3167 v západní části katastru spojující Proruby a Záměl
- III/3169 spojující Potštejn (silnici I/14) s Doudlebami

Potštejnem prochází i značené cyklotrasy 4046, 4071, 4312 a 4321.

## Pamětihodnosti
- Hrad Potštejn
- Zámek Potštejn
- Hrad Velešov
- Kostel svatého Vavřince

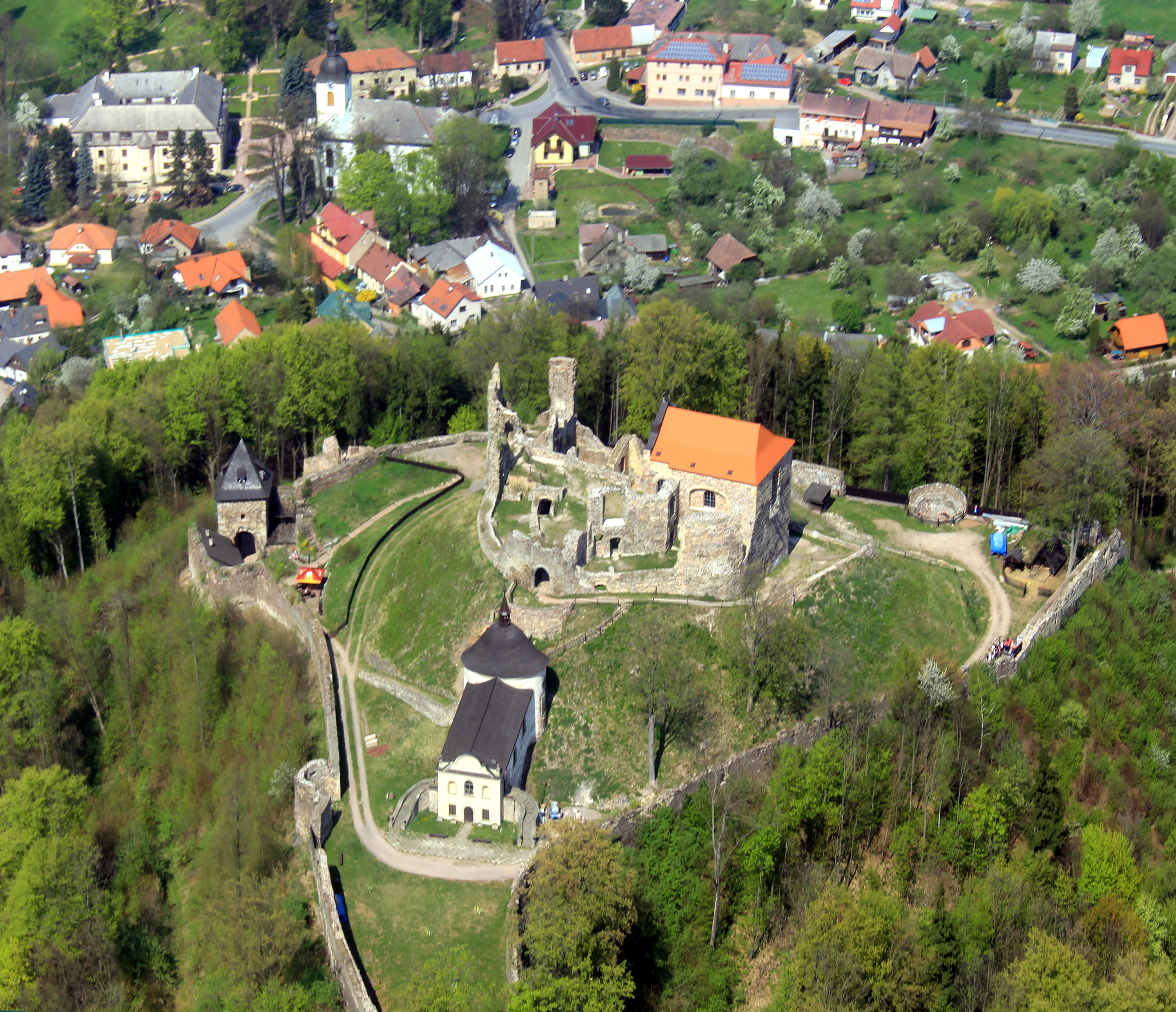
Letecký pohled na hrad Potštejn s částí obce

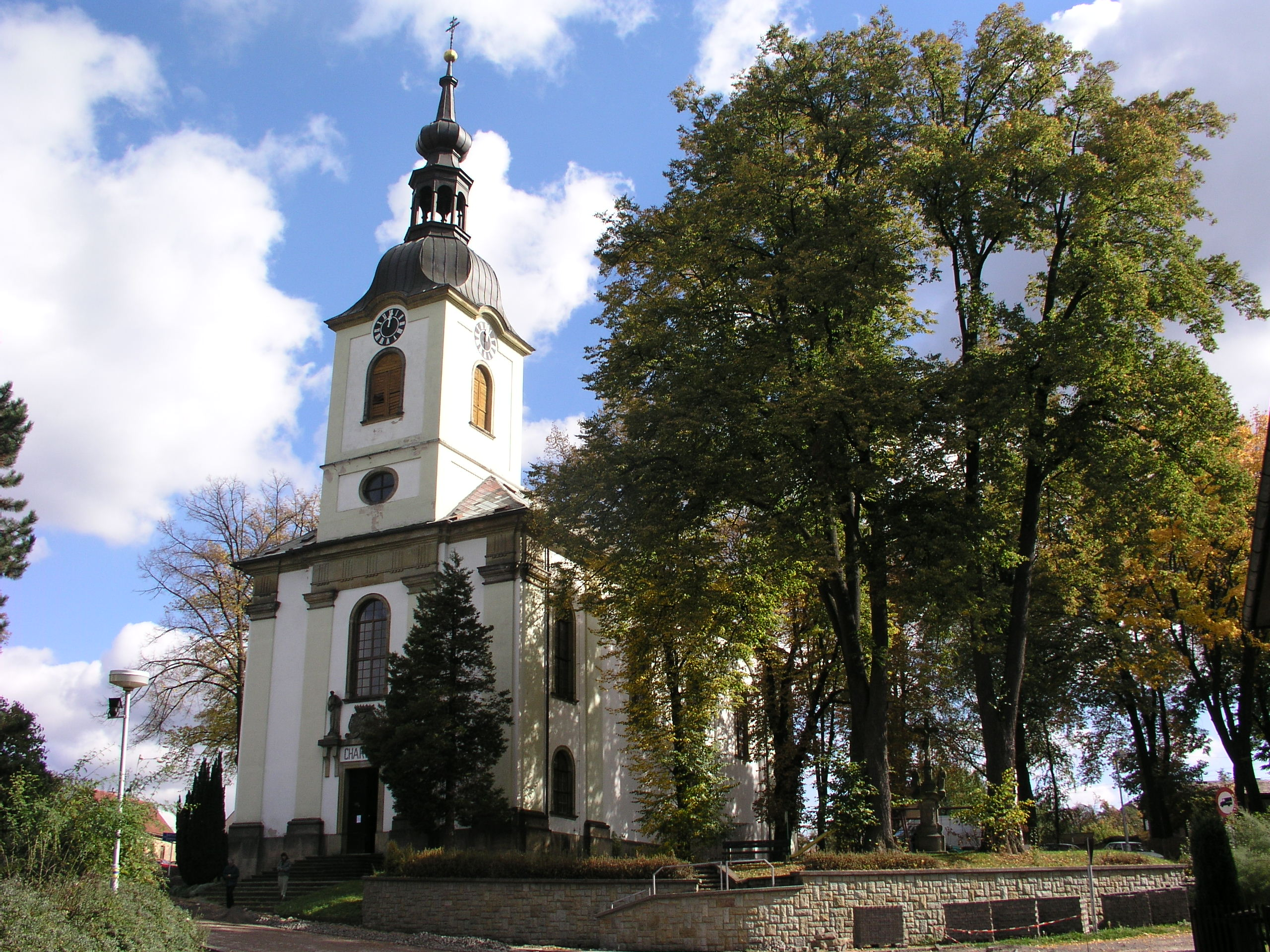
Kostel svatého Vavřince

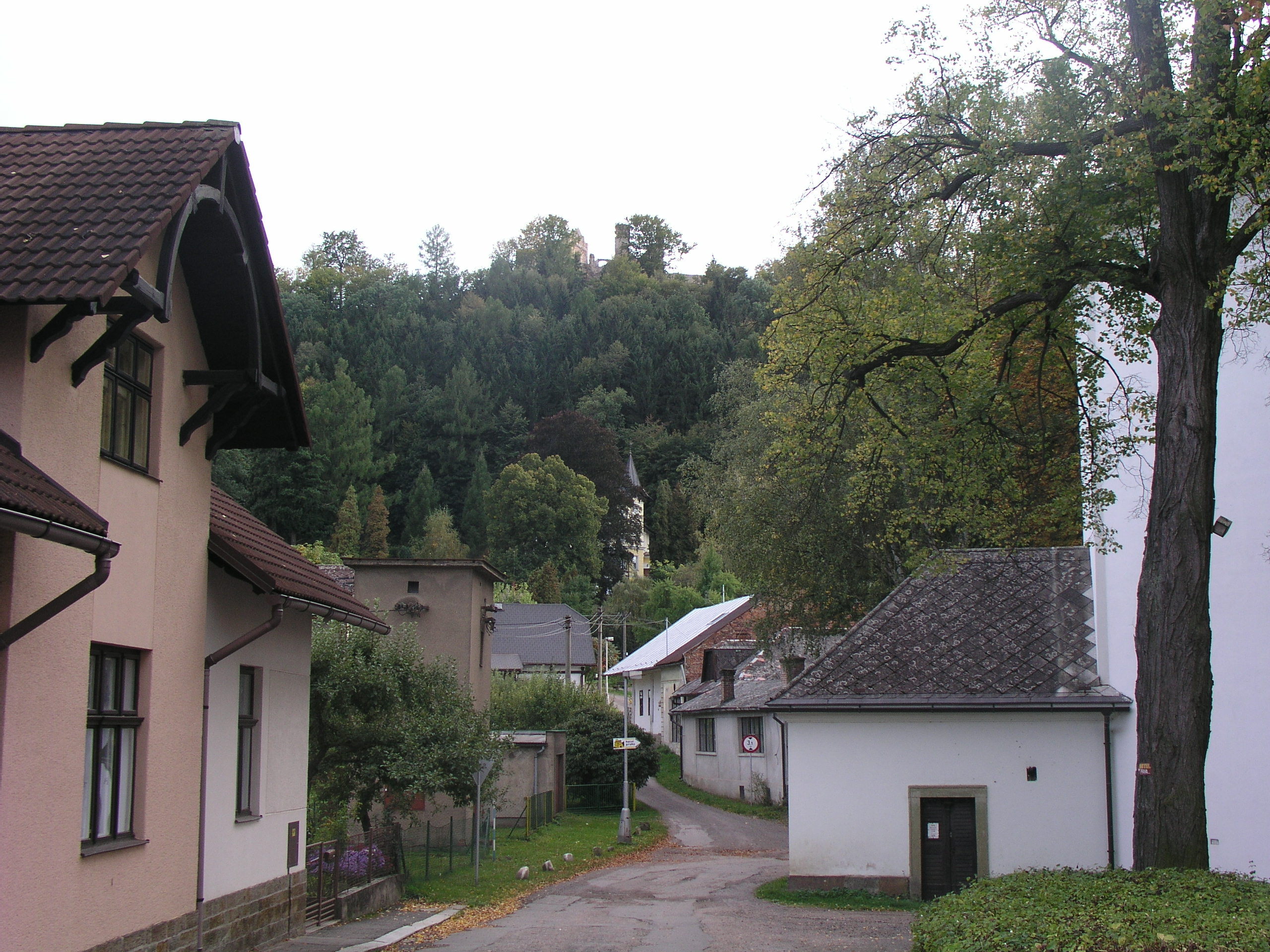
Část obce zvaná Městečko

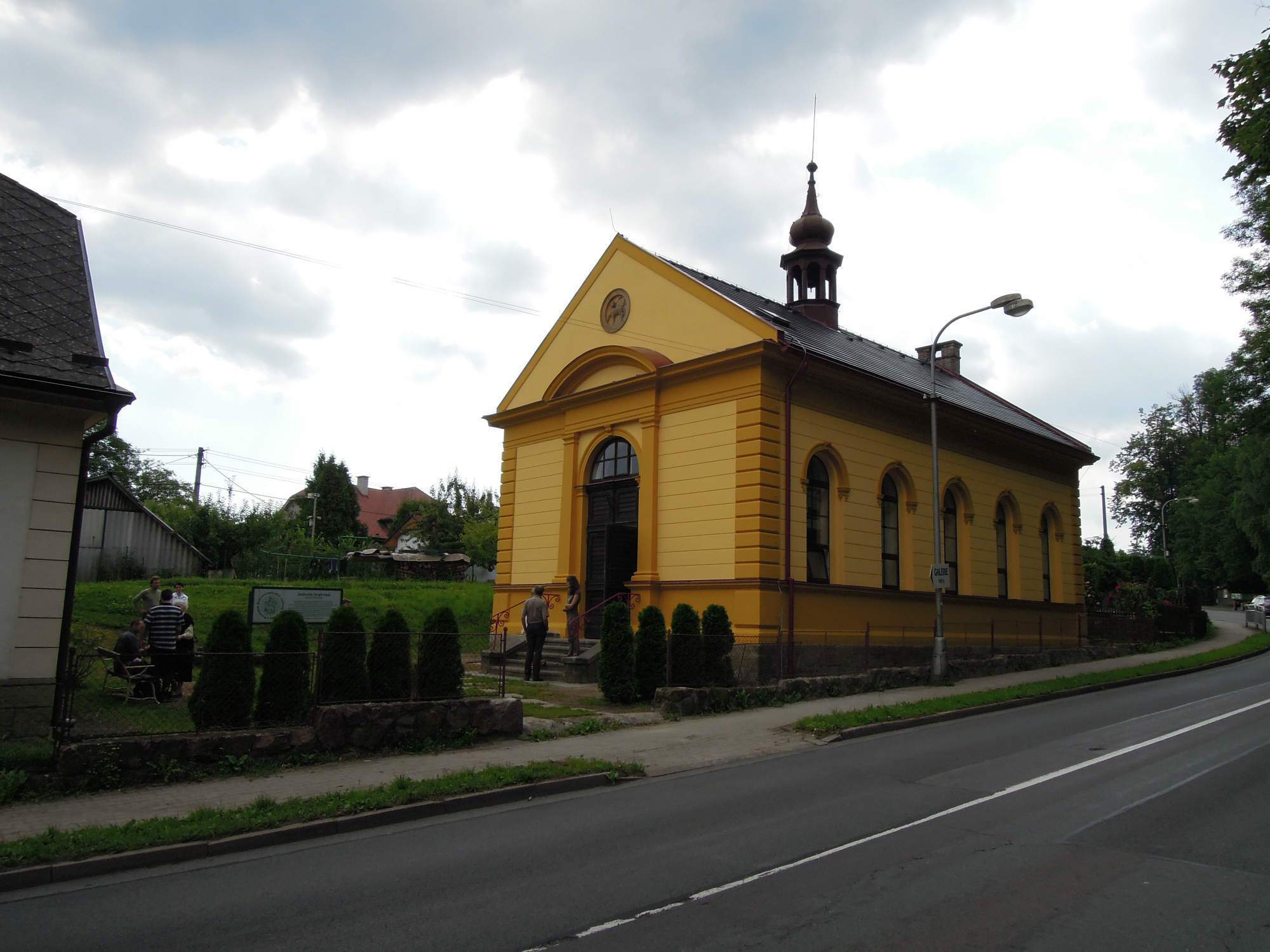
Kostel obnovené Jednoty bratrské

- Hřbitovní kostel svatého Marka u Záměle
- Kostel obnovené Jednoty bratrské
- Městečko se sloupem svatého Floriána
- Vila Marie Pujmanové čp. 37, pro jejího otce JUDr.Kamila Hennera ji v letech 1925–26 postavil architekt J. Čáp[9]
- Plátenická manufaktura (kulturní a technická památka)
- Obnovená busta prezidenta Tomáše Garrigua Masaryka v obecním parku

## Okolí
- Babyka u Potštejna
- Homole u Borovnice
- Litice nad Orlicí
- Modlivý důl
- Rozhledna Vrbice
- Sopotnice
- Vamberk
- Záměl
- Zámělský borek
- Turistická značená trasa 4238

## Osobnosti
- Jan Kvíčala (1843–1908), filolog a politik
- Josef Kalousek (1838–1915), historik
- Adolf Liebscher (1857–1919), malíř
- Jan Urban Jarník (1848–1923), filolog, romanista a albánolog
- František Albert (1856–1923), lékař
- Karel Sokol Elgart (1874–1929), spisovatel a dramatik
- Karel Boromejský Mádl (1859–1932), kunsthistorik
- Jaroslav Helfert (1883–1972), historik a muzeolog
- Václav Berdych (1916–2016) – český režisér
- Rudolf Ropek (* 1970), orientační běžec

## Partnerské obce
- Pottenstein, Rakousko
- Pottenstein, Německo